# Ismael Kiram
Ismael Kiram II, sultán de Sulu fue un sultán de Sulu nacido el 9 de noviembre de 1939 en Maimbung (Filipinas), que ocupó el cargo del sultunato junto a su hermano mayor Jamalul Kiram III, desde el 2012 hasta el 2015, este último, año de su fallecimiento.